# Björn Jónsson á Skarðsá
Björn Jónsson á Skarðsá, född 1574, död 29 juni 1655, var en isländsk historieskrivare. 
Björn, som var bonde på sin fädernegård, Skarðsá, i Skagafjarðarsýsla, fick stort anseende, för kunskaper i fäderneslandets historia och skrev Ìslands annálar (från år 1400 till 1645; tryckt i två band, med latinsk översättning, på Hrappsey, 1774), den första på isländska författade redogörelsen för Islands historia efter upphörandet av medeltidens annalskrivning (omkring 1430). 
Björn efterlämnade en mängd skrifter, vilka aldrig blivit tryckta, såsom en avhandling om runor, ett glossarium över gamla rättsuttryck i Jónsbók, kommentarer till "Valans spådom", Egil Skallagrimssons "Huvudlösen" och juridiska avhandlingar samt Grænlands annáll, innehållande excerpter av nu förlorade skrifter. Hans Tyrkjaránsaga (saga om de algeriska sjörövarnas härjning på Västmannaöarna 1627) trycktes 1866. Björn skrev även vers, både rimor och andra dikter. 